# ساپ‌ویث اسنایپ
ساپ‌ویث اسنایپ (به انگلیسی: Sopwith Snipe) یک هواگرد دوباله تک‌موتوره ساخت ساپ‌ویث در بریتانیا است.

## طراحی و توسعه
شرکت هوانوردی ساپ‌ویث در بریتانیا هواگرد اسنایپ را سال ۱۹۱۷ در جریان جنگ جهانی اول در یک سرمایه‌گذاری خصوصی، بر پایه هواگرد پیشین کَمِل طراحی کرد. تقریباً در همین زمان هئیت نیروهای هوایی بریتانیا درخواستی با ۱۲ ویژگی برای یک هواگرد جدید با عنوان نوع ۱اِی صادر نمود. طرح مورد نظر یک جنگنده تک‌سرنشین ارتفاع بلند برای سپاه هوایی بریتانیا بود که می‌بایست حداکثر سرعت ۱۲۵ مایل بر ساعت (۲۰۱ کیلومتر بر ساعت) در ارتفاع ۱۵٬۰۰۰ فوت (۴٬۵۷۲ متر)، سرعت اوج‌گیری میانگین ۱۰٬۰۰۰ فوت (۳٬۰۴۸ متر) بر دقیقه و سقف پرواز دست کم ۲۵٬۰۰۰ فوت (۷٬۶۲۰ متر) می‌داشت. علاوه بر این نصب سه مسلسل دو قبضه از آن هر یک با ۳۷۵ گلوله و حمل سوخت کافی برای سه ساعت پرواز مقرر گشت. سومین مسلسل با ۲۵۰ گلوله که می‌بایست امکان شلیک به طرف بالا را می‌داشت، را می‌شد با سوخت بیشتر جایگزین کرد. لازم بود یک صفحه زرهی پشت خلبان نصب و شرایط گرمایش و رساندن اکسیژن به او فراهم شود. هواگرد می‌بایست مشخصا بسیار هدایت‌پذیر و سطوح هدایت آن بسیار قدرتمند می‌بود. مشخص نیست که اسنایپ بر پای این مشخصات طراحی شده یا حتی شرکت ساپ‌ویث از آن مطلع بوده باشد. با این وجود مشخصات به شکل نسبتاً نزدیکی منطبق با شرایط اسنایپ بود که البته نشان‌گر هماهنگی در جریان خط فکری آن زمان است.
بیشتر کار طراحی توسط هربرت اسمیت انجام گرفت. اسنایپ مقداری کوچک‌تر از کمل بود و بدنه عمیق‌تری داشت؛ بدین شکل چشمان خلبان تقریباً در سطح تیر اصلی بشتی قسمت مرکزی بال بالا قرار می‌گرفت. این قسمت از بال بالا هیچ پوششی نداشت تا دید بهتری برای خلبان تأمین شود. سازه هواگرد تمام‌چوبی با پوشش پارچه‌ای و از درون و بیرون مهاربندی‌شده با سیم بود در پیش‌نمونه ستون‌های طولی بدنه با میله‌های عمودی به یکدیگر وصل بودند. هر دو بال به اندازه مساوی، مقداری زاویه هفتی داشتند. این دو بال با فاصله ۴ فوت ۳ اینچ (۱۳۰ سانتیمتر) از هم، در ابتدا با یک جفت پایه در هر طرف به یکدیگر متصل بودند. برای جبران محدودیت دید به پایین، بال بالا ۱۷ اینچ (۴۳ سانتیمتر) جلوتر از بال بالا قرار داشت. طول بال پیش‌نمونه ۲۵ فوت ۹ اینچ (۷٫۸۵ متر) بود. بدنه اضلاع مسطح با سطوح کوتاه تیزه‌گیر در پشت موتور داشت. در ساخت نخستین پیش‌نمونه، همانند کمل، از موتور گردان بنتلی اِی. آر. ۱ با توان ۱۵۰ اسب بخار و در دومین پیش‌نمونه از موتور گردان بنتلی بی.آر. ۲ با توان ۲۳۰ اسب بخار استفاده شد.
شرکت ساپ‌ویث به عنوان رقابت‌کننده رسماً وارد درخواست هواگرد نوع ۱ای نشد؛ بلکه دو پیش‌نمونه تولید شده از اسنایپ را در قالب پروانه تولیدی که پیش از این برای چهار پیش‌نمونه از هواگرد پیشین رینو دریافت کرده بود اما تنها دو فروند از آن را ساخته بود، ارائه کرد. با پیش‌بینی عملکرد مناسب و منطبق با خواسته‌ها، یک قرارداد رسمی روز ۱۰ نوامبر سال ۱۹۱۷ برای شش پیش‌نمونه از اسنایپ، با دربرگرفتن دو فروند نخست، امضا شد.
تاریخ دقبق نخستین پرواز پیش‌نمونه با موتور ای.آر. ۱، ثبت نشده‌است اما پاییز سال ۱۹۱۷ بود. بر پیش‌نمونه‌ها شماره کارخانه بی۹۹۶۲ تا ۶۷ نهاده شد. هیچ اطلاعاتی از بی۹۹۶۴ در دست نیست و سپاه هوایی بریتانیا تنها سه فروند آخر را دریافت کرد. به نظر می‌رسد شمول سه فروند نخست در قرارداد صرفاً برای پوشش مخارج توسعه اسنایپ و تولید دو پیش‌نمونه نخست آن بوده‌است. از همان سه فروند دریافت‌شده هم یک مورد احتمالاً صرفا به عنوان یدک بود. پیش‌نمونه با شماره کارخانه ۹۹۶۵ به عنوان نخستین هواگردی به پایگاه آزمایش هوایپمای در مارتْلِشام هیث می‌رفت که روز ۱۹ نوامبر در بروکلندس سقوط کرد و تعمیر لازم شد. این هواگرد در نهایت روز ۱۸ دسامبر خود را به پایگاه رساند اما دوباره روز ۲۳ دسامبر سقوط کرد و برای تعمیر به کارخانه ساپ‌ویث بازگردانده شد. در تصویری از آن در این پایگاه، هواگرد بر خلاف دو پیش‌نمونه نخست، بدنه‌ای با اطراف گرد شده و بخش مرکزی اصلاح‌شده با پایه‌های بین بال کوتاه‌تر دارد. به‌علاوه در این تصویر دم عمودی کوچک‌تر و در سکان یک شاخ توازن مربعی نسبت شده‌است. در همان مدتی که در پایگاه بود مشخص شد عملکرد اسنایپ آن گونه که انتظار می‌رفت نیست. حداکثر سرعت ۱۱۹ مایل بر ساعت (۱۹۲ کیلومتر بر ساعت) و ۲۱٬۵۰۰ فوت (۶٬۵۵۳ متر) بود. در گزارش پایگاه آمد که عملکرد این هواگرد با استاندارد انطباق ندارد. پیش‌نمونه بی۹۹۶۵ روز ۲۵ ژانویه سال ۱۹۱۸ به مارتلشام هیث بازگشت. در مدت تعمیر تغییرات دیگری بر آن اعمال شده بود. این بار بال‌ها دو جفت پایه در هر طرف داشتند و طول بال به ۳۰ فوت (۹٫۱۴ متر) افزایش پیدا کرده بود. افزایش مساحت بال عملکرد هواگرد و هدایت شهپرها را بهبود بخشید. تغییرات بیشتری تا روز ۹ مارس اعمال شد. یک مسلسل لوئیس در تیر اصلی پشتی قرار گرفت. کارآزمایی‌ها ادامه پیدا کرد و هواگرد دو روز بعد به فرانسه منتقل شد. اسنایپ هم‌اکنون یکی از رقابت‌کنندگان برای مشخصات اصلاح‌شده برای هواگرد جنگنده تک‌سرنشین نوع ۱ بود که خواهان گرمایش برقی برای لباس خلبان و محفظه‌ای برای پنج بمب کوپر بود. با این حال، هنوز آماده ارزیابی نهایی نبود؛ چرا که درست مهاربندی نشده بود، دماغه سنگینی هنگام چرخش داشت و هدایت سکان آن کم بود. ساپ‌ویث در جهت بهبود نامتقابل بودن بال‌ها را کاهش و زاویه دم افقی را تغییر داد.
رقابت‌کنندگان دیگر هواگرد سه‌باله آستین اوسپری، بولتون پل بوبولینک و نیوپور بی.ان.۱ بودند. مورد آخر پیش از تکمیل آزمایش‌ها آتش گرفت و از بین رفت. اوسپری هدایت‌پذیری و دسترسی به موتور بهتری داشت؛ درحالی‌که اسنایپ بهترین دید را برای خلبان تأمین می‌کرد. دست کم ۵ خلبان اسکادران شماره ۶۵ در فرانسه با آن پرواز کردند که معتقد بودند در صورت برخی اصلاحات، از هر هواگرد شناسایی در جبهه غربی بهتر است؛ البته مسلسل را در آن غیرقابل استفاده دیدند. متعاقباً خلبانان اسکادران شماره ۴۳ نیز آن را آزماش کردند و همان نظرات را داشتند. در نهایت اسنایپ به دلایل نسبتاً مبهمی برگزیده شد. این که طراحی و ساخت آن مستقیماً بر مبنای یک هواگرد جا افتاده پیشین بود در این مسئله تأثیر داشت؛ چرا کار تولید را ساده و سریع می‌کرد. پیش از آن که گزارش سپاه هوایی بریتانیا منشر شود، دست کم هفت پیمان‌کار از اواخر ماه مارس سال ۱۹۱۸ شروع به تولید مجموعاً ۱٬۷۰۰ اسنایپ کردند. پیش‌نمونه بی۹۹۶۵ روز ۱ مه به کارخانه ساپ‌ویث بازگشت تا توپی ملخ بزرگ‌تری بر آن نصب شود. سپس به مارتلشام هیث و فارن‌بورو رفت تا آزمایش‌های بیشتری در زمینه اوج‌گیری و سرعت بر آن انجام گیرد.